# Cataño (plaats)
Cataño is een plaats (zona urbana) in het Amerikaanse unincorporated territory Puerto Rico, en valt bestuurlijk gezien onder gemeente Cataño.

## Demografie
Bij de volkstelling in 2000 werd het aantal inwoners vastgesteld op 30.071.

## Geografie
Volgens het United States Census Bureau beslaat de plaats een oppervlakte van 18,2 km², waarvan 12,5 km² land en 5,7 km² water.

## Plaatsen in de nabije omgeving
De onderstaande figuur toont nabijgelegen plaatsen in een straal van 32 km rond Cataño.